# Antachara peruensis
Antachara peruensis är en fjärilsart som beskrevs av Thöny 1999. Antachara peruensis ingår i släktet Antachara och familjen nattflyn. Inga underarter finns listade i Catalogue of Life.